# Centro de Gestão e Estudos Estratégicos
O Centro de Gestão e Estudos Estratégicos (CGEE) é uma organização social brasileira, vinculada ao Ministério da Ciência, Tecnologia e Inovação. Criado em 2001, o organismo tem como objetivo a promoção e realização de estudos e pesquisas prospectivas na área de ciência e tecnologia e atividades de avaliação de estratégias e de impactos econômicos e sociais das políticas, programas e projetos científicos e tecnológicos.

## Lista de diretores-presidentes
- Evando Mirra de Paula e Silva (2002-2005)[4]
- Lúcia Carvalho de Pinto Melo (2005-2011)[5]
- Mariano Francisco Laplane (2011-2017)[6]
- Marcio de Miranda Santos (2017-2022)[7]
- Fernando Cosme Rizzo Assunção (2022-)[8]